# Mark Bell (Radsportler)
Mark Bell (* 21. Juni 1960 in Birkenhead; † 30. Januar 2009 in Bebington) war ein britischer Radrennfahrer.

## Sportliche Laufbahn
Bell war Straßenradsportler und Teilnehmer der Olympischen Sommerspiele 1988 in Seoul. Im olympischen Straßenrennen schied er aus. 
Im Sealink International 1980 gewann er eine Etappe. 1981 siegte er in der britischen Straßenmeisterschaft der Amateure vor Steven Poulter. Im Milk Race gelangen Bell zwei Etappensiege. In der Tour of Southland in Neuseeland holte er vier Etappensiege und gewann die Sprintwertung. In der Tour of the South war er zweimal erfolgreich. 1982 gewann er den Lincoln Grand Prix und eine Etappe im Milk Race. 1983 war er im Grand Prix of Essex und im Archer Grand Prix erfolgreich. In den Niederlanden gewann Bell das Etappenrennen Ster van het Zuiden. 1984 wurde er Zweiter im Archer Grand Prix und konnte unter anderem ein Rennen in Düsseldorf gewinnen. 1982 startete er für England im Straßenrennen der Commonwealth Games und belegte den 9. Platz. 1985 wurde er Berufsfahrer im Radsportteam Falcon und blieb bis 1988 als Radprofi aktiv. 1986 siegte er in der nationalen Meisterschaft im Straßenrennen der Profis.